# Президентские выборы в Чили (1925)
Президентские выборы в Чили проходили 22 октября 1925 года. Они стали первыми прямыми выборами в соответствии с новой Конституцией 1925 года и проходили по мажоритарной избирательной системе. Президентом стал Эмилиано Фигероа, получивший более 71% голосов избирателей при явке 86%.

## Избирательная система
Выборы проходили по абсолютной мажоритарной системе, по которой кандидат, получивший более 50% голосов, считался избранным. В случае, если ни один из кандидатов не набирал более 50% голосов, собрание Национального Конгресса на общей сессии голосовало за двух кандидатов, набравших наибольшее число голосов.

## Избирательная кампания
Член Либеральной демократической партии Эмилиано Фигероа выдвинул свою кандидатуру как независимый кандидат. Кроме собственной партии, он был поддержан влиятельными армейскими кругами, Консервативной партией, Радикальной, Демократической, Объединённой либеральной, Юнионистской либеральной партиями, Партией либеральной доктрины и Либеральной демократической партией Альянса.

## Результаты
| Кандидат                            | Партия                                                   | Голоса  | %      |
| Эмилиано Фигероа Ларраин            | независимый кандидат                                     | 186 187 | 71,4%  |
| ----------------------------------- | -------------------------------------------------------- | ------- | ------ |
| Хосе Сантос Салас                   | Республиканское общественное объединение работников Чили | 74 091  | 28,4%  |
| Всего                               |                                                          | 260 895 | 100%   |
| Зарегистрированных избирателей/Явка |                                                          | 302 142 | 86,35% |